# Avenida de Mayo
L'Avenida de Mayo — en français avenue de Mai — située à Buenos Aires, capitale de l'Argentine, relie la place de Mai avec la place du Congrès sur une distance de 1 500 mètres en direction est-ouest. Inspirée de la Gran Vía madrilène, bien des gens ont comparé cette avenue avec ses homologues de Paris, étant donné leurs édifices sophistiqués de style post-haussmannien tardif, Art nouveau, néoclassique et éclectique. L’Avenida de Mayo croise en son centre l'importante Avenida 9 de julio, une des plus larges du monde.

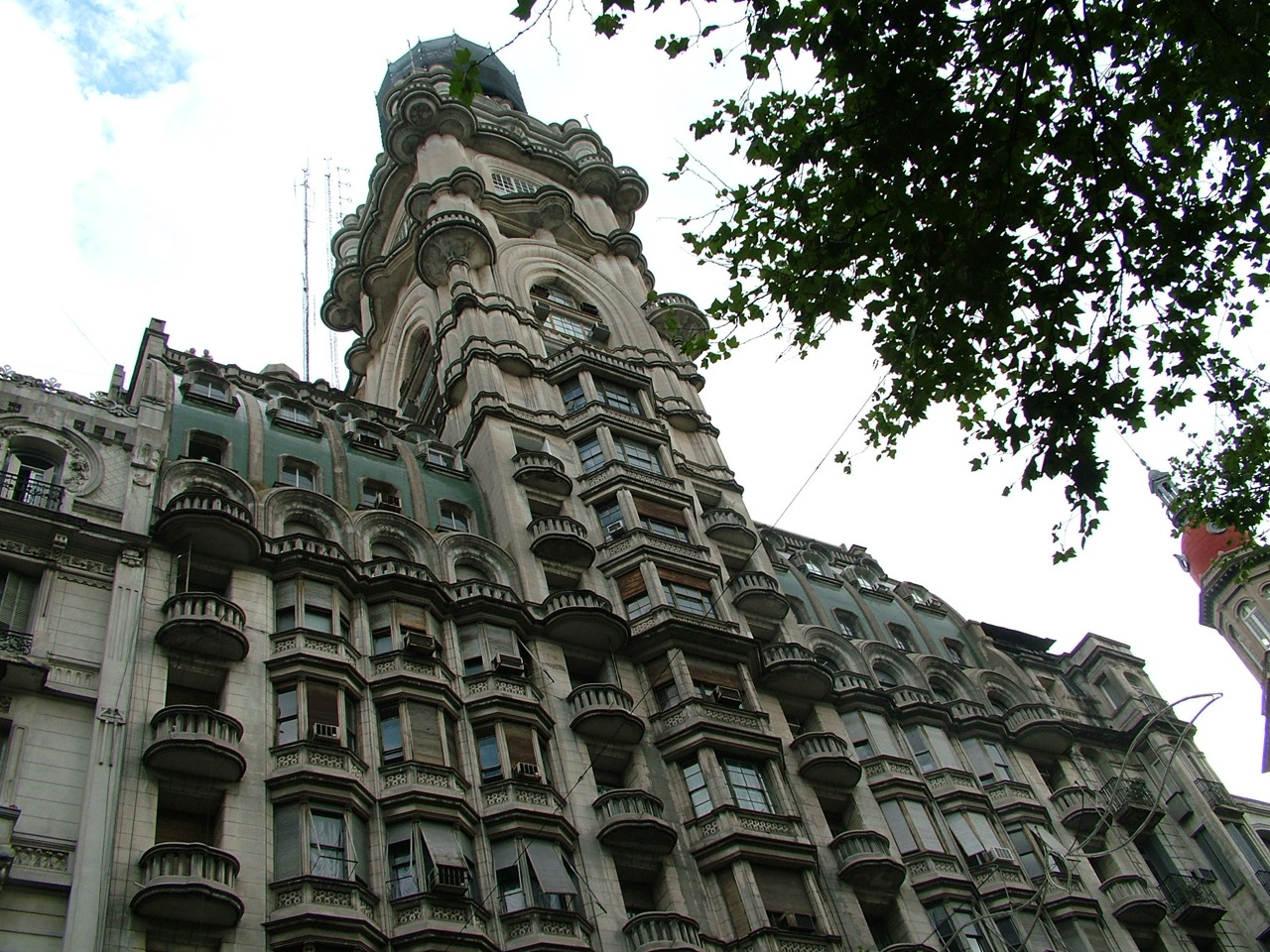
Le Palacio Barolo fut en son temps l'édifice le plus haut de la ville.

Le décret du président de l'Argentine 437/97 a déclaré l'avenue « Lieu historique national », ce qui implique l'interdiction de l'altération des façades des édifices et de l'affichage de certains types de publicités, ainsi que la construction de certains types d'abris. Tout ce qui peut altérer la structure doit être préalablement approuvé par la Comisión Nacional de Monumentos y Lugares Históricos (Commission nationale des monuments et des lieux historiques).
Le parcours de cette avenue est jalonné d'édifices et de lieux d'intérêt culturel, historique ou architectural, dont le Palacio Barolo, le Café Tortoni, et la maison de la culture, entre autres. D’une extrémité de l'avenue à l'autre, la perspective fait que la Casa Rosada, siège de la présidence de la république (c’est-à-dire du pouvoir exécutif), et le Palais du Congrès de la Nation (siège du pouvoir législatif), se font face à une distance approximative de deux kilomètres.